# Massimo Lotti
Massimo Lotti (Formia, 7 marzo 1969) è un allenatore di calcio ed ex calciatore italiano, di ruolo portiere.

## Carriera

### Giocatore
Inizia a giocare a livello dilettantistico nel 1986 nel Cassino, mentre l'anno successivo passa al Gaeta.
Nel 1989 il Campania-Puteolana lo manda in prestito al Savoia dove colleziona un gettone di presenza e vince il Campionato Interregionale. Inizia la sua carriera professionistica nel 1994, in Serie C2, nell'Albanova.
Due anni dopo si trasferisce in Serie B nel Castel di Sangro dove disputa due stagioni.
Nel 1996-97 Lotti è emerso come un membro importante della squadra di Castel di Sangro nel libro dello scrittore statunitense Joe McGinniss Il Miracolo di Castel di Sangro (1996): ovvero promozione e salvezza in Serie B. Viene quindi acquistato dal Lecce dove passa tre stagioni piuttosto difficili (solo 4 presenze di cui una in Serie A, a Roma il 24 ottobre 1999 in Lazio-Lecce 4-2, giocando tutta la gara).
Nell'ultima stagione non riesce a fare neanche una presenza. Si trasferisce quindi prima all'Arezzo per un anno e poi al Benevento per tre stagioni da titolare in Serie C1.
Nel 2005 si trasferisce al Venezia, appena fallito e retrocesso in Serie C2. In quell'anno contribuisce alla promozione dei lagunari in Serie C1.
L'ultima stagione rimane a Venezia dove conserva il posto da titolare fino a metà stagione, quando, per colpa di un infortunio, dovrà cedere il posto a Giuseppe Aprea, senza più recuperarlo anche dopo aver risolto i problemi fisici.
Ha sfiorato la promozione in Serie B con il Venezia sconfitto ai play-off contro il Pisa.
Nella stagione 2007-2008 è confermato al Venezia come secondo portiere, ma, a causa di un grave infortunio capitato ad Aprea, a dicembre ritrova la titolarità persa un anno prima.
Chiude la carriera da giocatore al Venezia in Serie D nel 2011.

### Allenatore
Dal 5 ottobre 2011 al 1º luglio 2015 ha fatto parte dello staff tecnico di Michele Serena allo Spezia, nel Padova e successivamente nell'Unione Venezia.
Il 18 settembre lascia Venezia. Con l'avvento di mister Inzaghi sulla panchina dei lagunari, entra in pianta stabile nello staff del nuovo mister diventandone importante punto di riferimento per le sue qualità professionali ed umane. A giugno 2018, le strade tra mister Inzaghi (approdato a Bologna dove troverà Luca Bucci nello staff del Bologna calcio nel ruolo di preparatore dei portieri) e Massimo Lotti si separano ma la società Venezia decide di rinnovare il contratto in scadenza fino al 30 giugno 2021 a supporto del nuovo mister Vecchi (arrivato dalla plurivittoriosa esperienza sulla panchina dell'Inter Primavera)

## Palmarès

### Club

#### Competizioni nazionali
- Serie C2: 1

Venezia: 2005-2006
- Campionato Interregionale: 1

Savoia: 1989-1990